# Denise Crosby
Denise Michelle Crosby (Hollywood, 1957. november 24. –) amerikai színésznő és modell, aki leginkább a Star Trek: Az új nemzedék sorozatból, Tasha Yar biztonsági főnöknő szerepéről ismert.

## Életpályája
1957. november 24-én született a kaliforniai Hollywoodban, Marilyn Scott és Dennis Crosby színész (akiről a nevét kapta) lányaként. Hajadon édesanyja kénytelen volt megvívni egy három évig tartó, nagy sajtónyilvánosságot kapott pert az apja ellen, amelynek végén Dennisnek kellett fizetnie a gyerektartást és a perköltségeket. Az ügyet azért kezdeményezték, hogy megpróbálják eltörölni a heti 80 dolláros gyermektartást, amelyet Dennis fizetett Scottnak. Ez az ügy Dennist és apját, a színész és énekes Bing Crosbyt kellemetlen helyzetbe hozta. Bár Crosby 19 éves volt, amikor nagyapja meghalt, soha nem találkozott vele.
Crosby a LeConte Junior High Schoolba járt, majd 1975-ben érettségizett a Hollywood High Schoolban, ezt követően pedig a Cabrillo College-ban végzett, ahol színházi tanulmányokat folytatott. A főiskolát azután hagyta ott, hogy egy helyi újságnak interjút adott, és felfedte híres családi hátterét: „Az egyik drámatanár arra használta a történetet, hogy szemléltesse az osztálynak, ez szarság az, amiről Hollywood szól: emberek nevét használják fel, hogy eljussanak valahová. Nagyon-nagyon fájt nekem ez a dolog. Úgyhogy egyszerűen kijelentkeztem.”
Modellkedni kezdett, 1979-ben meztelenül pózolt a Playboy magazin márciusi számában; „egyfajta lázadás volt a részemről, amivel azt akartam mondani, hogy csessze meg a családi imidzs.”

## Magánélete
1983-tól 1990-ig Geoffrey Edwards (Blake Edwards rendező fia) felesége volt. Crosby eykori apósának számos filmjében szerepelt, többek között a Bombanő, Az életművész, A rózsaszín párduc nyomában és A rózsaszín párduc átka című filmekben. Crosby 1995-ben ment hozzá Ken Sylkhez, fiuk, August William Sylk 1998-ban született.

## Filmográfia
- Bombanő (1979)
- Ármány és szenvedély (1980)
- A rózsaszín párduc nyomában (1982)
- 48 óra (1982)
- A rózsaszín párduc átka (1983)
- A férfi, aki szerette a nőket (1983)
- Bűnös útjaim - Errol Flynn legendája (1985)
- A szerelem sivataga (1985)
- Star Trek: Az új nemzedék (1987-1994)
- Ne várd a csodát! (1988)
- Az életművész (1989)
- Kedvencek temetője (1989)
- Tennessee-i éjszakák (1989)
- A villám (1991)
- Dolly, a gyilkos szellem (1991)
- Vörös cipellők (1992-1994)
- Vadnyugati fejvadász (1993)
- Modellügynökség (1994)
- Rejtélyes félelem (1994)
- Lois és Clark: Superman legújabb kalandjai (1994-1995)
- A látnok (1995)
- Halálbiztos diagnózis (1995-1996)
- Quinn doktornő (1996)
- Baywatch (1997)
- Jelenetek egy névházasságból (1998)
- Kémpárbaj (1998)
- Családjogi esetek (2000)
- New York rendőrei (2001)
- X-akták (2001)
- Amynek ítélve (2001)
- JAG – Becsületbeli ügyek (2002)
- Az ügyosztály (2002)
- Az Ügynökség (2002)
- Végveszélyben (2003)
- Nyughatatlan Jordan (2004)
- Figyelők (2005)
- Halottasház - A holtak feltámadnak (2005)
- Dexter (2006)
- Bűn/tudat (2007)
- Dr. Csont (2007)
- Mad Men – Reklámőrültek (2008)
- A szökés (2008)
- Terepen (2009-2010)
- Esküdt ellenségek: Los Angeles (2011)
- Exterminator - A Roswell invázió (2013)
- Ray Donovan (2013-2017)
- Botrány (2015)
- A varázslók (2016)
- Castle (2016)
- Hogyan ússzunk meg egy gyilkosságot? (2019)
- NCIS: Los Angeles (2019)
- Briliáns elmék (2019)

## Fordítás
- Ez a szócikk részben vagy egészben  a   Denise Crosby című angol Wikipédia-szócikk fordításán alapul.  Az eredeti cikk szerkesztőit annak laptörténete sorolja fel. Ez a jelzés csupán a megfogalmazás eredetét és a szerzői jogokat jelzi, nem szolgál a cikkben szereplő információk forrásmegjelöléseként.